# Arroyo Mandiyú
El arroyo Mandiyú  es un pequeño curso de agua uruguayo, ubicado en el departamento de Artigas, perteneciente a la cuenca hidrográfica del río Uruguay. Nace en la cuchilla de Guaviyú, y discurre con rumbo noroeste al norte de la localidad de Colonia Palma hasta desembocar en el río Uruguay.
Latitud: -30.4833. Longitud: -57.8333. Altura media: 19 m s. n. m.
Sobre este arroyo se planificó la construcción de una represa cuya realización ha contado con la oposición local, los sectores contrarios al desarrollo del proyecto lo criticaban al entender que provocaría un gran impacto ambiental. y 
Citas sobre la fauna del arroyo Mandiyú de ectoparásitos de Vespertilionidae: Basilia andersoni Peterson y Maa, 1970, sobre Myotis levis Geoffroy, Myotis riparius Handley,  Myotis albescens Geoffroy; y Basilia plaumanni Scott, 1939, sobre Eptesicus furinalis (d'Orbigny)